# Гней Манлій Капітолін Імперіос
Гней Манлій Капітолін Імперіос (IV століття до н. е.) — політичний та військовий діяч Римської республіки, консул 359 і 357 років до н. е.

## Життєпис
Походив з патриціанського роду Манліїв. Син Луція Манлія Капітоліна Імперіоса, диктатора 363 року до н. е. 
У 359 році до н. е. Гнея Манлія було обрано консулом разом з Марком Попіллієм Ленатом. На цій посаді вів невдалу війну з містом Тібур. У 357 році до н. е. його вдруге було обрано консулом, цього разу разом з Гаєм Марцієм Рутілом. На цій посаді воював з фалісками та містом Тарквінії, втім без особливо успіху, вів бойові дії мляво, здебільшого простояв військовим табором біля Сутріума (сучасне місто Сутрі).
У 355 році до н. е. його було призначено інтеррексом для вибору вищих магістратів. У 351 році до н. е. його було обрано цензором разом з Гаєм Марцієм Рутілом. У 345 році до н. е. призначений начальником кінноти при диктаторі Луції Фурії Каміллу. Воював проти племені аврунків.
З того часу про подальшу долю Гнея Манлія Капітоліна Імперіоса згадок немає.